# Jeffrey Rogers
Jeffrey Rogers (2 de julio de 1963), es un médico y exactor estadounidense.

## Vida y Carrera
Rogers se hizo conocido por su primer trabajo cinematográfico, la película de terror Friday the 13th Part III, en la que interpretó al joven Andy, una de las víctimas de Jason Voorhees. Para obtener el papel, tuvo que demostrar que sabía caminar boca abajo, ya que su personaje tenía esta habilidad en la trama. Además de esta película, también apareció en otras producciones de cine y televisión, incluyendo el largometraje The Karate Kid Part II y episodios de series como The Facts of Life. Según Larry Zerner, su coprotagonista en Viernes 13 Parte III, Rogers dejó de actuar para seguir una carrera en medicina.

## Filmografía

### Cine y Televisión
- Friday the 13th Part III (1982) - Andy
- CHiPs (1983) - Jo-Jo (Episodio: "High Times")
- The Facts of Life (1983) - Gil (Episodio: "Who's on First")
- Surf II (1984) - Bob
- Friday the 13th: The Final Chapter - Andy (Imágenes de archivo)
- Young Hearts (1984) - Doug Fettis
- The Karate Kid Part II (1986) - G.I 4
- St. Elsewhere (1986) - Raymond (Episodio: "Family Affair")